# Stazione di Perugia Pallotta
Stazione di Perugia Pallotta vasútállomás Olaszországban, Umbria régióban, Perugia településen.

## Vasútvonalak
Az állomást az alábbi vasútvonalak érintik:
- Centrale Umbra-vasútvonal

## Kapcsolódó állomások
A vasútállomáshoz az alábbi állomások vannak a legközelebb: 